# Pecten sylvestreisacyi
Espèce
Pecten sylvestreisacyi est une espèce éteinte de mollusques bivalves ayant vécu au Miocène,. 

## Origine
Il a été décrit par Maurice Cossmann en 1919 dans sa Monographie illustrée des mollusques oligocéniques des environs de Rennes, pp. 138 à 141 avec le Chlamys gregoriensis qui font partie du Miocène. Pour Charles Armand Picquenard, il s'agit de deux formes du Pecten subarcuatus.
Maurice Cossmann n'hésite pas à la séparer de Chlamys biarritzensis, commun à Biarritz et en Italie, à cause de l'ornementation beaucoup plus fine qui traverse les intervalles des côtes et qui ne peut se confondre avec les lames anguleuses et assez écartées, caractéristiques de la valve supérieure de Chlamys biarritzensis. Il y a aussi moins de côtes rayonnantes sur les oreillettes.

## Description
Maurice Cossman décrit une espèce avec Valve supérieure plane ou à peine excavée, largement épanouie, à bord cardinal rectiligne, à contour palléal semi-circulaire ; oreillettes égales et rectangulaires ; angle apical : 90°, les deux côtés à peu près également rectilignes et déclives à 45°. Ornementation composée de vingt côtes rayonnantes, arrondies, lisses sur leur arête supérieure, plus étroites que leurs intervalles qui sont déçusses par de fines lamelles d'accroissement, très serrées et  très régulières. Surface interne marquée de rainures à l'emplacement des côtes ; fossette ligamentaire peu profonde et isocèle, encadrée de rebords alifôrmes et obtusément rayonnées; impression du muscle grande, trapézoïdale et oblique. Diamètre antéro-postérieur : 25 mm.; diamètre umbono-palléal : 25 mm..